# 1953 (musical)

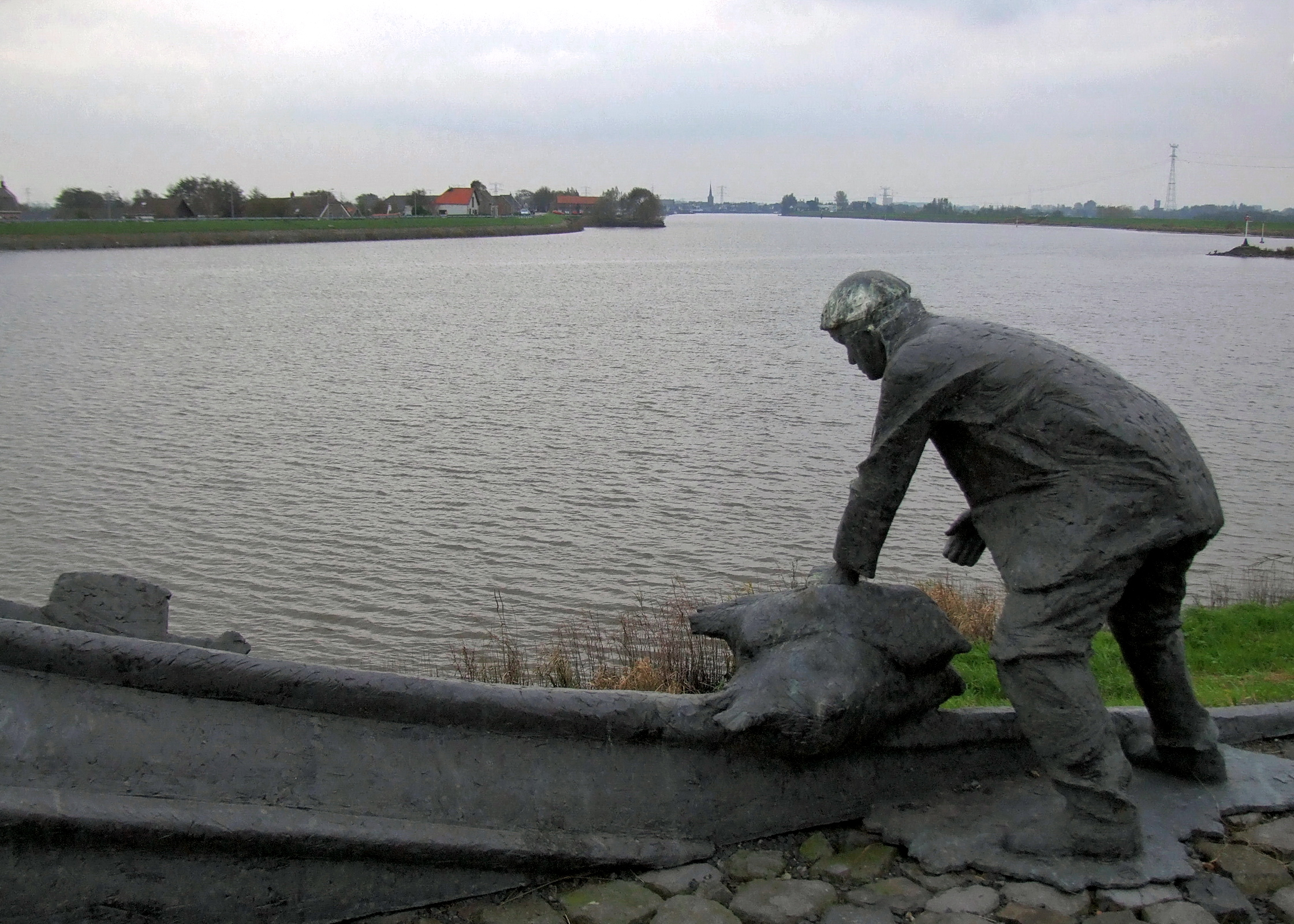
Herinneringsmonument watersnood 1953

1953 is een Nederlandse musical over hoe men in een klein Zeeuws dorp de Watersnoodramp van 1953 meemaakt. De musical kwam tot stand in samenwerking met het Watersnoodmuseum.
Op 1 februari 2011 ging de theatervoorstelling in première in Middelburg. Het verhaal speelt zich af in de rampnacht van 1 februari 1953 toen een stormvloed grote delen van Zuidwest-Nederland onder water zette. Die nacht werden honderdduizenden mensen overvallen door het water. Velen verdronken, maar vele anderen werden in de dagen erna door moed en daadkracht gered. De musical vertelt het verhaal van een polderdorp, waar verschillende personen, ieder op zijn eigen manier, de ramp beleven.

## Verhaal
Een klein Zeeuws dorp staat aan de vooravond van de ramp. Terwijl burgemeester Scholten (Filip Bolluyt) het druk heeft met de voorbereidingen voor de opening van het nieuwe raadhuis, krijgt politieman Van Teylingen (Marcel Smid) het nare gevoel dat de aanhoudende storm weleens ernstige gevolgen zou kunnen hebben. De burgemeester vertrouwt echter op de kennis van dijkgraaf Ceel Jacobse (Ben Cramer), een rijke herenboer die toeziet op het onderhoud van de dijken. Die heeft echter andere zaken aan zijn hoofd, nu blijkt dat zijn zoon verliefd is op een boerendochter, een relatie die volgens Ceel Jacobse onbespreekbaar is. De dijkgraaf lijkt zich niet te bekommeren om de gezinnen die op hem vertrouwen en achter de dijk hun leven, hun huis en hun bezittingen hebben. Ondanks de herhaalde waarschuwingen van de wachtmeester wordt er zowel door de dijkgraaf als door de burgemeester geen actie ondernomen. Het openingsfeest van het nieuwe raadhuis gaat gewoon door en de wijn vloeit rijkelijk. De dijken blijken die nacht niet bestand te zijn tegen de kracht van de opkomende stormvloed bij springtij. Het dorp wordt door het woedende water overspoeld, veel mensen verdrinken en geliefden worden ruw uiteen gedreven. In deze rampsituatie komt het eropaan wie in staat is zijn verantwoordelijkheid te nemen en leiding te geven aan de reddingspogingen.  

## Rolbezetting
- Ben Cramer - dijkgraaf Ceel Jacobse
- Marcel Smid - wachtmeester Van Teylingen
- Filip Bolluyt - burgemeester Anton Scholten
- Marleen van der Loo - burgemeestersvrouw Willemien Scholten-Kodde
- Joke de Kruijf - vissersvrouw Neeltje Sturm-Barentse
- Dick Schaar - kroegbaas Leendert Geluk
- Esther van Santen - Dieuwertje Geluk-Louwerse, vrouw van de kroegbaas
- Robbert van Unnik - Johan Jacobse, zoon van de dijkgraaf
- Anna Verschoor - dienstmeisje Anna Dekker
- Anouk de Pater - vissersdochter Krina Sturm
- Martijn Mulders - visserszoon Jannes Sturm

## Creatief team en productie
- Regie - Bas Groenenberg
- Script en teksten - Michael van Hoorne, Bart Mijnster
- Muziek - Floris de Haan
- Licht Ontwerp - Patrick Slots